# Abdelilah Hafidi
Abdelilah Hafidi (en árabe: عبد الإله الحافيظي‎, Bejaâd, Béni Mellal-Khénifra, 31 de enero de 1992) es un futbolista marroquí. Juega de delantero y su equipo es el Raja Casablanca de la Liga de Fútbol de Marruecos.

## Carrera

### Clubes
Durante la temporada 2011/12 de la Botola, Hafidi fue uno de los pocos jugadores del Raja Casablanca B que fueron promovidos al equipo principal como parte del plan de miembros de la junta del cuadro. Su objetivo era resolver las dificultades financieras del conjunto: para eso se les ofrecía la oportunidad a sus jóvenes jugadores a que se integren en el primer equipo.
Hafidi hizo once apariciones durante la Botola 2011/12. Sin embargo, no jugó la mayor parte de la temporada, aunque se las arregló para marcar tres goles en la Liga Marroquí: dos goles ante Chabab Massira (4-1) y un gol contra el KAC Kenitra (5-2).
Raja Casablanca terminó la temporada 2011/12 de la Botola en cuarto puesto en el ranking de la Liga Marroquí, lo que le aseguró una plaza en la Liga de Campeones Árabe.
Durante el mercado de pases previo a la temporada 2012/13, el nuevo presidente de Raja Casablanca, Mohamed Boudrika, contrató al nuevo entrenador marroquí, Mohamed Fakhir. Este último hizo algunos cambios significativos en la plantilla del equipo. No obstante, Hafidi no fue lanzado ya que Fakhir no estaba convencido de que el joven jugador tuviese un talento individual de cierta consideración.
Como resultado, Hafidi se impuso a sí mismo como un jugador indispensable en el equipo, a pesar de su corta edad. Por otra parte, tuvo un rol importante en la alineación titular durante los cinco partidos de la Copa del Trono, ya que anotó tres goles en tres partidos consecutivos, contra Hassania Agadir (2-1), KACM (1-0) y el Wydad Casablanca (3-1). En consecuencia, el Raja Casablanca ganó la copa nacional marroquí por séptima vez en su historia, tras vencer a FAR Rabat en la final por la tanda de penales (5-4), después de una igualar 0-0 en el partido.
Las actuaciones de Hafidi atrajeron más atención durante la temporada 2012/13. Él anotó seis goles en la liga marroquí 2012/13, dos goles en la Liga de Campeones Árabe y tres goles en la Copa de Marruecos. Hafidi terminó la temporada con 2 trofeos, la Copa del Trono y la Botola 2012-13. Este último clasificó a Raja Casablanca directamente a la Copa Mundial de Clubes de la FIFA 2013, ya que Marruecos fue el país anfitrión del torneo de ese año.

### Selección nacional
El 26 de diciembre de 2012 formó parte de los 24 preseleccionados por Rachid Taoussi, el entrenador de la selección nacional, para disputar la Copa Africana de Naciones 2013. Se aprovechó de la grave lesión de rodilla de Mehdi Namli para estar entre los 23 jugadores que disputaron dicho torneo. El 27 de enero de 2013 celebró su primera aparición y anotó un gol (de media volea) contra Sudáfrica en el último partido del Grupo A de la CAN 2013; el marcador finalizó 2-2. Disputó el tercer partido de clasificación para la Copa Mundial en 2014 como titular el 24 de marzo de 2013, pero el conjunto marroquí perdió por 3 goles a 1 ante su homólogo de Tanzania.

## Trayectoria

### Clubes
| Club            | País      | Año           |
| --------------- | --------- | ------------- |
| Raja Casablanca | Marruecos | 2011-presente |

### Selección nacional
| Selección | País      | Año           |
| --------- | --------- | ------------- |
| Absoluta  | Marruecos | 2013-presente |

## Palmarés

### Títulos nacionales
| Título                      | Club            | País      | Año  |
| --------------------------- | --------------- | --------- | ---- |
| Copa del Trono              | Raja Casablanca | Marruecos | 2012 |
| Liga de Fútbol de Marruecos | Raja Casablanca | Marruecos | 2013 |
| Copa del Trono              | Raja Casablanca | Marruecos | 2017 |
| Liga de Fútbol de Marruecos | Raja Casablanca | Marruecos | 2020 |

### Campeonatos internacionales
| Título                          | Club      | País            | Año  |
| ------------------------------- | --------- | --------------- | ---- |
| Copa Confederación de la CAF    | Marruecos |                 |      |
| Copa Confederación de la CAF    | Marruecos | Raja Casablanca | 2018 |
| Supercopa de la CAF             | Marruecos |                 |      |
| Raja Casablanca                 | Marruecos | 2019            |      |
| Campeonato Africano de Naciones | Marruecos | Marruecos       | 2018 |
| Campeonato Africano de Naciones | Marruecos | Marruecos       | 2020 |

### Distinciones individuales
| Distinción                                         | Año  |
| -------------------------------------------------- | ---- |
| Mejor esperanza de la Botola                       | 2012 |
| 3.er anotador de Raja Casablanca durante la Botola | 2013 |
| Mejor anotador de Raja Casablanca                  | 2015 |